# Associação Atlética Cabofriense
Associação Atlética Cabofriense é uma agremiação esportiva da cidade de Cabo Frio, no estado do Rio de Janeiro, fundada a 15 de novembro de 1955.

## História
Criada em 1955, representou o município no futebol profissional de 1983 a 1992.
Anteriormente disputara campeonatos da Liga de Cabo Frio, vencendo vários deles. Seu departamento de futebol se extinguiu por conta da enormidade de dívidas. Por causa disso, foi criada a Associação Desportiva Cabofriense, inicialmente com as mesmas cores da antecessora. Apesar da paralisação do futebol profissional, ainda mantém sede social ativa no centro da cidade.
Estreou no futebol profissional ao participar do Campeonato Estadual da Terceira Divisão em 1982. Na primeira fase é apenas a última de sua chave, não se classificando para a fase final. Se classificaram Clube Esportivo Rio Branco e Rio das Ostras Futebol Clube. Subiram naquele ano Esporte Clube Siderantim e Rio Branco.
Em 1983, disputa novamente a Terceira Divisão e consegue se classificar para a fase final ao ficar em terceiro no seu grupo, atrás de Clube Esportivo Rio Branco e Nacional Foot-Ball Club. Na fase final fica na segunda colocação, sagrando-se vice-campeã, atrás somente no Nacional.
Ao disputar a Segunda Divisão, em 1984, no primeiro turno, se qualifica em quarto na sua chave, atrás do Bonsucesso Futebol Clube, Esporte Clube Siderantim e São Cristóvão de Futebol e Regatas. No segundo turno fica atrás somente do Bonsucesso, chegando então à fase final. Na fase final, entretanto, perde o acesso ao ficar na terceira colocação, atrás dos promovidos Bonsucesso e Portuguesa. O São Cristóvão foi o último no quadrangular final.

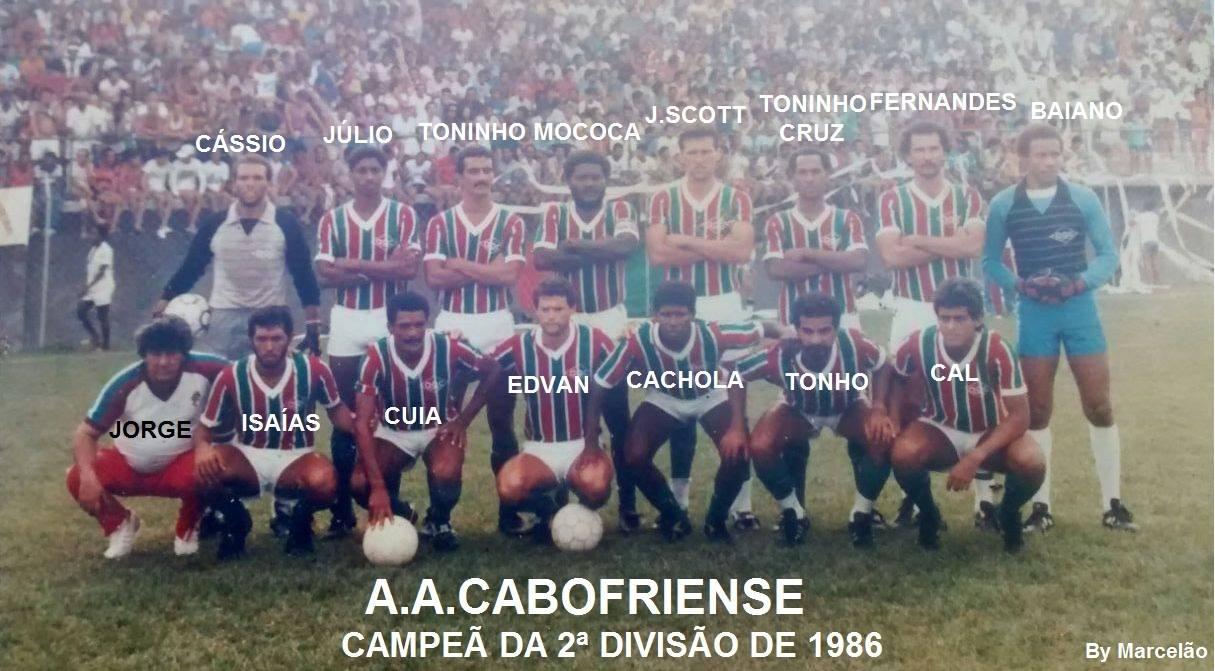
Equipe da Cabofriense campeã em 1986. Arquivo de Marcelo Santos

Em 1985, a Cabofriense fica novamente a um passo da inédita e tão sonhada promoção à elite do futebol fluminense. Na fase final fica em terceiro lugar e atrás dos promovidos Campo Grande Atlético Clube e Mesquita Futebol Clube.
Em 1986, finalmente o sonho acontece. O time tricolor se sagra campeã da Segunda Divisão do Estadual do Rio de Janeiro. O vice- campeão é o Porto Alegre, o atual Itaperuna Esporte Clube.
Em 1987, disputa finalmente a Série A do Estadual do Rio de Janeiro. Ao final dos dois turnos, fica na décima colocação, escapando do descenso. Olaria Atlético Clube, Campo Grande Atlético Clube, Mesquita Futebol Clube e Portuguesa caem para a Segunda Divisão.
Em 1988, melhora o seu retrospecto e ao fim dos dois turnos fica na oitava colocação. Caem para a Segunda Divisão Goytacaz Futebol Clube e Friburguense Atlético Clube. Disputa o Campeonato Brasileiro da Série C, ficando na trigésima-sétima posição.
Em 1989, fica novamente na décima colocação ao fim dos dois turnos. Caem Volta Redonda Futebol Clube e Olaria Atlético Clube. Disputa o Campeonato Brasileiro da Série B, mas capitula na primeira fase, ficando atrás dos classificados Itaperuna Esporte Clube e Americano Futebol Clube.
Em 1990, porém, faz má campanha e fica na penúltima posição, sendo rebaixada junto com o lanterna Esporte Clube Nova Cidade.
Em 1991, disputa o Grupo "B" da Primeira Divisão, antigo módulo que correspondia à Segunda Divisão, e fica na penúltima colocação no primeiro turno, à frente apenas de Paduano Esporte Clube e Esporte Clube Miguel Couto. No segundo turno, fica apenas na oitava colocação.
Em 1992, faz má campanha ao ficar na lanterna e acaba rebaixada para a Segunda Divisão juntamente com Barra Mansa Futebol Clube, União Nacional Futebol Clube e Paduano. Foi a última participação do time no profissionalismo.
Suas cores são vermelho, branco e verde. Mandava seus jogos no Estádio Municipal Alair Correia, com capacidade para 15 mil espectadores.
Jogou profissionalmente até 1992, ano em que foi rebaixada para a Segunda Divisão. Licenciou-se em 1993, não disputando mais competições oficiais no futebol devido a inúmeras pendências financeiras. Alguns de seus dirigentes fundaram em 1997 a Associação Desportiva Cabofriense, desde então o clube dedica-se apenas ao futsal.

## Títulos

### Estaduais
- Campeã Estadual da Segunda Divisão: 1986
- Vice-campeã Estadual da Terceira Divisão: 1983;

## Histórico em competições oficiais

### Campeonato Estadual
| Ano  | Posição | Ano  | Posição |
| ---- | ------- | ---- | ------- |
| 1987 | 9º      | 1989 | 10º     |
| 1988 | 8º      | 1990 | 11º     |